# Emission (Wirtschaft)
Emission (oder im Bankwesen auch Emissionsgeschäft) ist die Ausgabe von Wertpapieren oder anderen Finanzinstrumenten und deren erstmalige Platzierung an einem organisierten Geld- oder Kapitalmarkt (Börse oder Private Placement). Auch die Ausgabe von Geld als gesetzliches Zahlungsmittel durch die Notenbank wird Emission genannt.

## Allgemeines
Unternehmen können sich die Finanzierung ihrer Investitionen auch durch die Ausgabe von Wertpapieren beschaffen. Einerseits können sie zwecks der Erhöhung ihres Eigenkapitals Aktien ausgeben, andererseits steht ihnen für die Erhöhung des Fremdkapitals die Begebung von Anleihen zur Verfügung. Die Emission dieser Wertpapiere setzt allerdings Emissionsfähigkeit der Unternehmen voraus. Die Emissionsfähigkeit eines Unternehmens manifestiert sich in der Erfüllung von Börsenvorschriften (insbesondere Mindest-Emissionsvolumen) und Bonitätsanforderungen von Anlegern (insbesondere ein Mindest-Rating, englisch investment grade), die sowohl das emittierende Unternehmen als auch seine ausgegebenen Finanzinstrumente oder Finanzprodukte erfüllen müssen.
Emissionen finden auf dem Primärmarkt statt, bereits in Umlauf befindliche Emissionen werden dagegen auf dem Sekundärmarkt gehandelt.

## Zweck und Gegenstand
Für die emittierenden Unternehmen (Emittenten) dient die Ausgabe der Beschaffung bzw. Erhöhung des Eigen- oder Fremdkapitals sowie der Erhöhung der Marktkapitalisierung. Bei der Beschaffung des Eigenkapitals werden Aktien emittiert (siehe auch Börsengang, Kapitalerhöhung); Fremdkapital wird durch die Begebung von Schuldverschreibungen aufgenommen. Aktien und Schuldverschreibungen werden auf dem Kapitalmarkt gehandelt, Genussscheine und Wandelobligationen und sonstiges Mezzanine-Kapital als Zwischenform zwischen Eigen- und Fremdkapital sind ebenfalls Handelsobjekt des Kapitalmarkts. Commercial Papers oder Medium Term Notes als kurz- bis mittelfristige Kreditverbriefungen sind Handelsobjekt des Geldmarkts.

## Art der Emission
Wertpapieremissionen können nach ihrer Häufigkeit und nach dem Interesse, das ein Emittent verfolgt, unterschieden werden. Ferner gibt es die öffentliche und nicht-öffentliche Emission.

### Nach der Häufigkeit
Sofern ein Emittent erstmals seine Wertpapiere platziert, handelt es sich um eine Neuemission, Emittenten mit dauerhafter Präsenz auf den Geld- und Kapitalmärkten werden entsprechend Daueremittenten genannt. Neuemissionen – auch wenn ein Emittent nach vielen Jahren erstmals wieder auf dem Kapitalmarkt auftritt – unterliegen einer besonderen Aufmerksamkeit aller Marktteilnehmer, insbesondere bei Kreditinstituten, Anlegern und Medien. Das IPO gehört in diesem Zusammenhang zu den Neuemissionen. Zu den Daueremittenten zählen insbesondere Kreditinstitute, die permanent Fremdkapital für die Finanzierung ihres Kreditgeschäfts benötigen.

### Nach dem Emissionsinteresse
Bei der Selbstemission (Eigenemission) platziert der Emittent seine eigenen Wertpapiere im eigenen Namen und für eigene Rechnung. Er ist direkter Kontrahent des Anlegerpublikums und muss infolgedessen das Absatzrisiko selbst übernehmen, wobei auch die vollständige technische Abwicklung von ihm zu organisieren ist. Selbstemissionen kommen deshalb meistens bei Kreditinstituten vor. Sonstige Unternehmen können aus rechtlichen Gründen nur als Selbstemittent auftreten, wenn die Emission außerhalb der Börse stattfindet.
Bei der Fremdemission bedient sich der Emittent eines oder mehrerer Kreditinstitute, die als Emissionskonsortium fungieren und dabei die Wertpapieremission für den Emittenten durchführen. Die Mitglieder eines Konsortiums verfügen über die für die Wertpapieremission notwendige Expertise und Absatzorganisation. Zudem wird die technische Abwicklung vom Konsortium übernommen, das – im Falle eines Übernahmekonsortiums – auch das Absatzrisiko trägt.

### Öffentliche und nicht-öffentliche Emission
Die Emittenten benötigen beim Börsengang die Unterstützung mindestens von einem Kreditinstitut, weil in § 32 Abs. 2 BörsG bei der Wertpapierzulassung die Mitwirkung von Kreditinstituten verlangt wird. Diese Hürde kann nur bei Selbstemissionen im Wege des Private Placements vermieden werden. Bei Wertpapieremissionen im Rahmen des Private Placements ist das Angebot nur an wenige Investoren direkt gerichtet und wird nicht – etwa im Rahmen eines Emissionsprospektes – veröffentlicht. Diese Form der außerbörslichen Vermarktung geschieht meist ohne jegliche Beteiligung der Öffentlichkeit.

## Rechtsfragen
Die Emission von Wertpapieren ist in Teilbereichen gesetzlich reguliert. Wie bereits das Erfordernis einer Mitwirkung von Kreditinstituten bei der börslichen Wertpapierzulassung zeigt, hat der Gesetzgeber ein rechtliches Interesse daran, Gläubiger und Aktionäre weitgehend zu schützen und für einen geordneten Börsenhandel zu sorgen.

### Börsenzulassung
Voraussetzung für den Börsenhandel ist die Zulassung der Wertpapiere durch die Zulassungsstelle, wobei die Zulassung vom Emittenten zusammen mit einem Kreditinstitut zu beantragen ist (§ 32 Abs. 2 BörsG), es sei denn, der Antragsteller ist selbst ein Kreditinstitut. In beiden Fällen muss das Kreditinstitut an einer inländischen Börse mit dem Recht zur Teilnahme am Handel zugelassen sein. Wesentliche Grundlage für die Zulassung ist ein Zulassungsprospekt auf der Basis des Wertpapierprospektgesetzes. Der Prospekt ist auch vom begleitenden Kreditinstitut zu unterzeichnen.

### Berichterstattungspflicht
Der zum Börsenhandel zugelassene Emittent hat gemäß §§ 44, 44a, 44b, 44c BörsG bestimmte Pflichten zu erfüllen, insbesondere
- eine Zahl- und Hinterlegungsstelle am Börsenplatz zu benennen,
- neue Tatsachen unverzüglich zu veröffentlichen, die bei Aktien zu einer Kursänderung und bei Schuldverschreibungen zu Beeinträchtigungen im Kapitaldienst führen könnten,
- für regelmäßige Zwischenberichte im laufenden Geschäftsjahr zu sorgen.

### Emissionskonsortien
Das Emissionskonsortium führt im Rahmen der Geschäftsbesorgung (§§ 675 ff. BGB) für einen Emittenten die Begebung von Wertpapieren (insbesondere Aktien oder Anleihen; Börsengang) durch, indem es diese auf dem Kapitalmarkt platziert oder im Eigenbestand hält. Das Konsortium berät und begleitet den Emittenten in den verschiedenen Phasen der Emission. Erste Phase ist die Bedarfsermittlung, der die Prospekterstellung folgt. Danach wird das Zulassungsverfahren für die zu emittierenden Wertpapiere in Zusammenarbeit mit den entsprechenden Börsen-, Aufsichts- und Abwicklungsstellen betrieben. Dieses sind in Deutschland insbesondere die Deutsche Börse, die BaFin sowie die Clearstream. Stellt das Konsortium gemeinsam mit dem Emittenten den Zulassungsantrag für die Börse, übernimmt es die volle Prospekthaftung; im Innenverhältnis zum Emittenten wird dann regelmäßig ein Freistellungsanspruch aus der Haftung als Prospektveranlasser vereinbart. Nach Zulassung folgt schließlich die Platzierung, für die dem Emissionskonsortium als Vertriebswege insbesondere die Börse, das Private Placement (Direktvertrieb über die Filialen der Konsortialbanken) oder die Übernahme in den Eigenbestand zur Verfügung stehen.
Bei Emissionskonsortien (Wertpapiere) handelt es sich um ein Begebungskonsortium nach § 1 Abs. 1 Satz 2 Nr. 4 KWG, wenn lediglich ein Finanzkommissionsgeschäft übernommen wird. Dann liegt das Platzierungsrisiko weiterhin beim Emittenten (englisch „best effort“). Beim Underwriting hingegen verpflichtet sich der Konsortialführer verbindlich, den gesamten Emissionsbetrag zu übernehmen (deshalb auch: Übernahmekonsortium), wobei der Konsortialführer und/oder die Konsorten das Risiko eingehen, im schlechtesten Falle die gesamte Emission alleine platzieren oder übernehmen zu müssen. Bei Aktienemissionen bietet sich ausschließlich das Übernahmekonsortium an, damit die vorgesehene Kapitalerhöhung zustande kommt und ins Handelsregister eingetragen werden kann. Das Underwriting gilt aufsichtsrechtlich als Emissionsgeschäft nach § 1 Abs. 1 Satz 2 Nr. 10 KWG.

### Sonstiges
Die Emission von Inhaber- und Orderschuldverschreibungen unterlag lange Zeit einem gesetzlichen Genehmigungsvorbehalt durch den Bundeswirtschaftsminister (§§ 795, 808a BGB). Diese Bestimmungen sind im Dezember 1990 zwecks Liberalisierung des Kapitalmarkts aufgehoben worden. Seitdem unterliegt die Ausgabe von Schuldverschreibungen keinen öffentlich-rechtlichen Beschränkungen, insbesondere gibt es keinen öffentlich-rechtlichen Genehmigungsvorbehalt mehr, der als Rechtsgrundlage für nachträgliche Eingriffe und Änderungen der Emissionsbedingungen begebener Schuldverschreibungen dienen kann.

## Preisfindung
Abhängig von der Art und Weise der Preisbildung existieren grundsätzlich drei unterschiedliche Verfahren, nach denen die Preisfindung und Zeichnung der zu emittierenden Wertpapiere erfolgt: Das Bookbuilding-Verfahren, das Festpreisverfahren und das Auktionsverfahren.
Während das Festpreisverfahren in seiner originären Bedeutung heute im Aktiengeschäft fast keine Bedeutung mehr hat, finden die meisten Emissionen heutzutage durch ein Bookbuilding statt. Dabei ist zu bemerken, dass im Rahmen der Risikoübernahme durch die Banken im Rahmen des Konsortialgeschäfts meist eine zweistufige Transaktionsstruktur entsteht, bei der die Wertpapiere zum Beispiel zunächst über ein Auktionsverfahren an eine Bank verkauft werden, diese Bank die Wertpapiere dann jedoch, oft in sehr kurzer Zeit, durch ein (beschleunigtes) Bookbuilding an dritte Investoren weiterverkauft. Auch bei der dem Festpreisverfahren ähnlichen Bezugsrechtsemission, bei der die Bezugsrechte den Altaktionären zu einem festen Bezugspreis angeboten werden, werden in einem zweiten Schritt nach der Bezugsfrist die nicht bezogenen Aktien oft durch ein beschleunigtes Bookbuilding-Verfahren platziert.
Wenn während des Bookbuildings die Nachfrage nach den Wertpapieren höher ist als das Angebot, liegt eine Überzeichnung vor. Ein zusätzliches Angebot (Reserve) an Wertpapieren, die im Fall einer besonders hohen Nachfrage zugeteilt werden können, heißt Greenshoe. Liegt der Ausgabekurs eines Wertpapiers über dem Nennwert, spricht man von einer Überpariemission, liegt er darunter, von einer Unterpariemission. Dabei nennt man die Differenz zwischen Ausgabekurs und Nennwert Agio bzw. Disagio.

## US-Platzierung / Rule 144A
Emissionen müssen in den USA bei der Securities and Exchange Commission (SEC) registriert werden. Der US Securities Act von 1933 (Aktiengesetz) ermöglicht jedoch Ausnahmen. Insbesondere Rules 505 und 506 erlauben den Verkauf unregistrierter Wertpapiere an accredited investors, zu denen nach Rule 501 Regulation D insbesondere Kreditinstitute, Versicherungsgesellschaften oder registrierte Investmentgesellschaften gehören. Hierbei handelt es sich um eine nicht öffentliche Privatplatzierung.
Rule 144A ermöglicht privatrechtlich organisierten US- und internationalen Emittenten, auch nicht bei der SEC registrierte Wertpapiere über einen Broker-Dealer zu platzieren, wenn die Käufer zu den qualifizierten institutionellen Investoren = QIB´s gehören (so genannte „Rule 144A-Wertpapiere“). Diesen QIB´s ist der Weiterverkauf derartiger unregistrierter Wertpapiere im Bereich der QIB´s mit Sitz in den Vereinigten Staaten von Amerika erlaubt. Dabei ist der NASDAQ Portal Market die Handelsplattform für „Rule 144A-Wertpapiere“.

## Schweiz
In der Schweiz besteht die Emissionsabgabe als Steuer auf Neuemissionen von Beteiligungsrechten inländischer Unternehmen. Auf Obligationen wird die Emissionsabgabe seit 2012 nicht mehr erhoben.